# Miss Earth 2006
| Data:                | 26 listopada 2006                  |
| Kraj:                | Filipiny                           |
| Miasto:              | Manila                             |
| Gala finałowa:       | Narodowe Muzeum Filipin            |
| Liczba uczestniczek: | 82                                 |
| Zwyciężczyni:        | Hil Hernández, Chile               |
| Poprzedniczka:       | Alexandra Braun Waldeck, Wenezuela |
| Następczyni:         | Jessica Trisko, Kanada             |
| -------------------- | ---------------------------------- |

Miss Earth 2006 – 6. edycja konkursu Miss Earth. Odbyła się ona 26 listopada 2006 r. w Narodowym Muzeum Filipin, w Manili na Filipinach. W konkursie wzięły udział 82 kobiety z całego świata. Konkurs wygrała reprezentantka Chile - Hil Hernández.

## Wyniki

### Miejsca
| Wyniki finału                | Uczestniczka |
| ---------------------------- | --- |
| Miss Earth 2006              | - Chile - Hil Hernández |
| Miss Powietrza (1. wicemiss) | - Indie - Amruta Patki |
| Miss Wody (2. wicemiss)      | - Filipiny - Catherine Untalan |
| Miss Ognia (3. wicemiss)     | - Wenezuela - Marianne Puglia |
| Top 8                        | - Czechy - Petra Soukupová - Egipt - Meriam George - Panama - Stefanie de Roux - Polska - Francys Sudnicka |
| Top 16                       | - Bahamy - Leandra Pratt - Bośnia i Hercegowina - Bosena Jelcic - Chiny - Zhou Mengting - Francja - Anne Charlotte Triplet - Hiszpania - Rocio Cazallas - Rosja - Tatyana Yamova - Słowacja - Judita Hrubyova - Stany Zjednoczone - Amanda Pennekamp |

### Nagrody specjalne
| Nagroda specjalna                 | Uczestniczka                 |
| --------------------------------- | ---------------------------- |
| Miss Fotogeniczności              | Kanada - Riza Raquel Santos  |
| Najlepszy kostium narodowy        | Samoa - Mililani Vienna Tofa |
| Miss Przyjaźni                    | Włochy - Maria Lucia Leo     |
| Miss Talentu                      | Chiny - Zhou Mengting        |
| Najładniejsza w stroju kąpielowym | Wenezuela - Marianne Puglia  |
| Najładniejsza w sukni wieczorowej | Indie - Amruta Patki         |

## Uczestniczki
- Albania - Blerta Halili
- Anglia - Holly Ikin
- Argentyna - Andrea Carolina Garcia
- Australia - Natalie Newton
- Bahamy - Leandra Pratt
- Belgia - Isabelle Cornelis
- Boliwia - Jessica Jordan
- Bośnia i Hercegowina - Bosena Jelcic
- Botswana - Kefilwe Kgosi
- Brazylia - Ana Paula Quinot
- Chile - Hil Hernández
- Chiny - Zhou Mengting
- Chińskie Tajpej - Chiu Yu-Cheng
- Curaçao - Kristal Rose Sprock
- Czechy - Petra Soukupová
- Dania - Nicoline Qvortrup
- Dominikana - Alondra Peña
- Egipt - Meriam George
- Ekwador - Maria Magdalena Stahl
- Etiopia - Dina Fekadu
- Filipiny - Catherine Untalan
- Finlandia - Linnea Aaltonen
- Francja - Anne Charlotte Triplet
- Ghana - Mable Naadu Frye
- Grecja - Eugenia Lattou
- Gruzja - Maria Sarchimelia
- Gwadelupa - Ingrid Bevis
- Gwatemala - Catherine Gregg
- Haiti - Helan Georges
- Hiszpania - Rocio Cazallas
- Holandia - Sabrina Van Der Donk
- Honduras - Lesly Gabriela Molina Kristoffp
- Indie - Amruta Patki
- Indonezja - Yelena Setiabudi
- Irlandia - Melanie Boreham
- Japonia - Noriko Ohno
- Kajmany - Stephanie Monique Espeut
- Kanada - Riza Raquel Santos
- Kenia - Emah Madegwa
- Korea Południowa - Park Hee-jung
- Kostaryka - Maripaz Duarte

- Liban - Nahed Al Saghir
- Liberia - Rachel Njinimbam
- Litwa - Evelina Dedul
- Macedonia Północna - Ivana Popovska
- Malezja - Alice Loh
- Martynika - Megane Martinon
- Meksyk - Alina Garcia
- Nepal - Ayushma Pokharel
- Niemcy - Fatima Funk
- Nigeria - Ivy Obrori Edenkwo
- Nikaragua - Sharon Amador
- Norwegia - Meria Leroy
- Nowa Zelandia - Annelise Burton
- Pakistan - Sehr Mahmood
- Panama - Stefanie de Roux
- Paragwaj - Paloma Navarro
- Peru - Valery Caroline Neff
- Polska - Francys Sudnicka
- Południowa Afryka - Nancy Dos Reis
- Portoryko - Camille Colazzo
- Rumunia - Nicoleta Motei
- Rosja - Elena Salnikova
- Saint Lucia - Cathy Daniel
- Salwador - Ana Flor Astrid Machado
- Samoa - Mililani Vienna Tofa
- Serbia i Czarnogóra - Dubravka Skoric
- Singapur - Shn Juay Shi Yun
- Słowacja - Judita Hrubyová
- Stany Zjednoczone - Amanda Pennekamp
- Szwajcaria - Laura Ferrara
- Szwecja - Cécilia Harbo Kristensen
- Tahiti - Raimata Agnieray
- Tajlandia - Pailin Rungratanasunthorn
- Tanzania - Richa Maria Adhia
- Tybet - Tsering Chungtak
- Turks i Caicos - Nicquell Garland
- Ukraina - Karina Kharchinska
- Walia - Laura Livesy
- Wenezuela - Marianne Puglia
- Wietnam - Vũ Nguyễn Hà Anh
- Włochy - Maria Lucia Leo